# Minna Nieminen
Minna Nieminen (* 31. August 1976 in Lappeenranta) ist eine ehemalige finnische Ruderin.
Nieminen war als Jugendliche eine vielversprechende Skilangläuferin. Erst Ende der 1990er Jahre begann sie mit dem Rudern und wurde bald von dem Trainer Veikko Sinisalo bemerkt, der sie für ein Team im Leichtgewichts-Doppelzweier einsetzte. Ihre erste Partnerin war Ilona Hiltunen, mit der sie 2002 den elften und 2003 den achtzehnten Platz bei den Ruder-Weltmeisterschaften erreichte. Nachdem die beiden an der Qualifikation für die Olympischen Spiele 2004 in Athen scheiterten, ruderte Nieminen alleine weiter. Bei den Weltmeisterschaften im gleichen Jahr schaffte sie im Leichtgewichts-Einer den dritten Platz.
Ihre neue Partnerin wurde Sanna Stén. Mit ihr gewann sie bei den Ruder-Weltmeisterschaften 2005 den dritten Platz und 2007 sogar den zweiten Platz. Das machte die beiden zu den erfolgreichsten Ruderern seit Pertti Karppinens Erfolgen in den 1980er Jahren.
Bei den Olympischen Sommerspielen 2008 in Peking gewannen sie und Stén die Silbermedaille im Leichtgewichts-Doppelzweier. Nachdem sich Nieminen nicht für die Olympischen Spiele 2012 qualifizieren konnte, beendete sie ihre Karriere.

## Internationale Erfolge
- 2002: 11. Platz bei den Weltmeisterschaften im Leichtgewichts-Doppelzweier (mit Ilona Hiltunen)
- 2003: 18. Platz bei den Weltmeisterschaften im Leichtgewichts-Doppelzweier (mit Ilona Hiltunen)
- 2004: 3. Platz bei den Weltmeisterschaften im Leichtgewichts-Einer
- 2005: 3. Platz bei den Weltmeisterschaften im Leichtgewichts-Doppelzweier (mit Sanna Stén)
- 2006: 6. Platz bei den Weltmeisterschaften im Leichtgewichts-Doppelzweier (mit Sanna Stén)
- 2007: 2. Platz bei den Weltmeisterschaften im Leichtgewichts-Doppelzweier (mit Sanna Stén)
- 2007: 2. Platz bei den Europameisterschaften im Leichtgewichts-Doppelzweier (mit Sanna Stén)
- 2008: 2. Platz bei den Olympischen Spielen im Leichtgewichts-Doppelzweier (mit Sanna Stén)
- 2009: 9. Platz bei den Weltmeisterschaften im Leichtgewichts-Doppelzweier (mit Sanna Stén)
- 2010: 10. Platz bei den Europameisterschaften im Leichtgewichts-Doppelzweier (mit Sanna Stén)
- 2010: 11. Platz bei den Weltmeisterschaften im Leichtgewichts-Doppelzweier (mit Sanna Stén)
- 2011: 10. Platz bei den Weltmeisterschaften im Leichtgewichts-Doppelzweier (mit Ulla Varvio)